# Cylloepus quadratus
Cylloepus quadratus là một loài bọ cánh cứng trong họ Elmidae. Loài này được Darlington miêu tả khoa học năm 1927.